# Huis clos (película de 1954)
A puerta cerrada (en francés: Huis Clos) es una película dramática francesa de 1954, dirigida por Jacqueline Audry, basada en la obra homónima de Jean-Paul Sartre, y protagonizada por Arletty, Gaby Sylvia y Frank Villard.

## Sinopsis
Tras su muerte, Garcin, Estelle e Inés son conducidos por un camarero a un cuarto cuyo ambiente es caluroso y sofocante: no hay espejos, ventanas, camas o libros. Los condenados no tendrán la necesidad de dormir o parpadear. Una vez en el infierno, empiezan a conocer la verdadera esencia de los otros: Garcin es un cobarde que además torturó a su mujer hasta lo indecible; Estelle, infanticida -mató a su propia hija- que necesita desesperadamente una presencia masculina. Inés es la lesbiana que sedujo a la mujer de su primo, propiciando después la muerte de éste y que ahora se encuentra obsesionada por Estelle.

## Reparto
- Arletty como Inès Serrano, la lesbiana
- Gaby Sylvia como Estelle Rigaud, la infanticida
- Franck Villard como Joseph Garcin, el cobarde
- Yves Deniaud como le garçon d'étage
- Nicole Courcel como Olga, la mejor amiga de Estelle
- Danièle Delorme como Florence, la amante de Inès
- Jacques Chabassol como Pierre, el joven enamorado de Estelle
- Arlette Thomas como Mme Garcin, la esposa de Joseph